# György Aczél

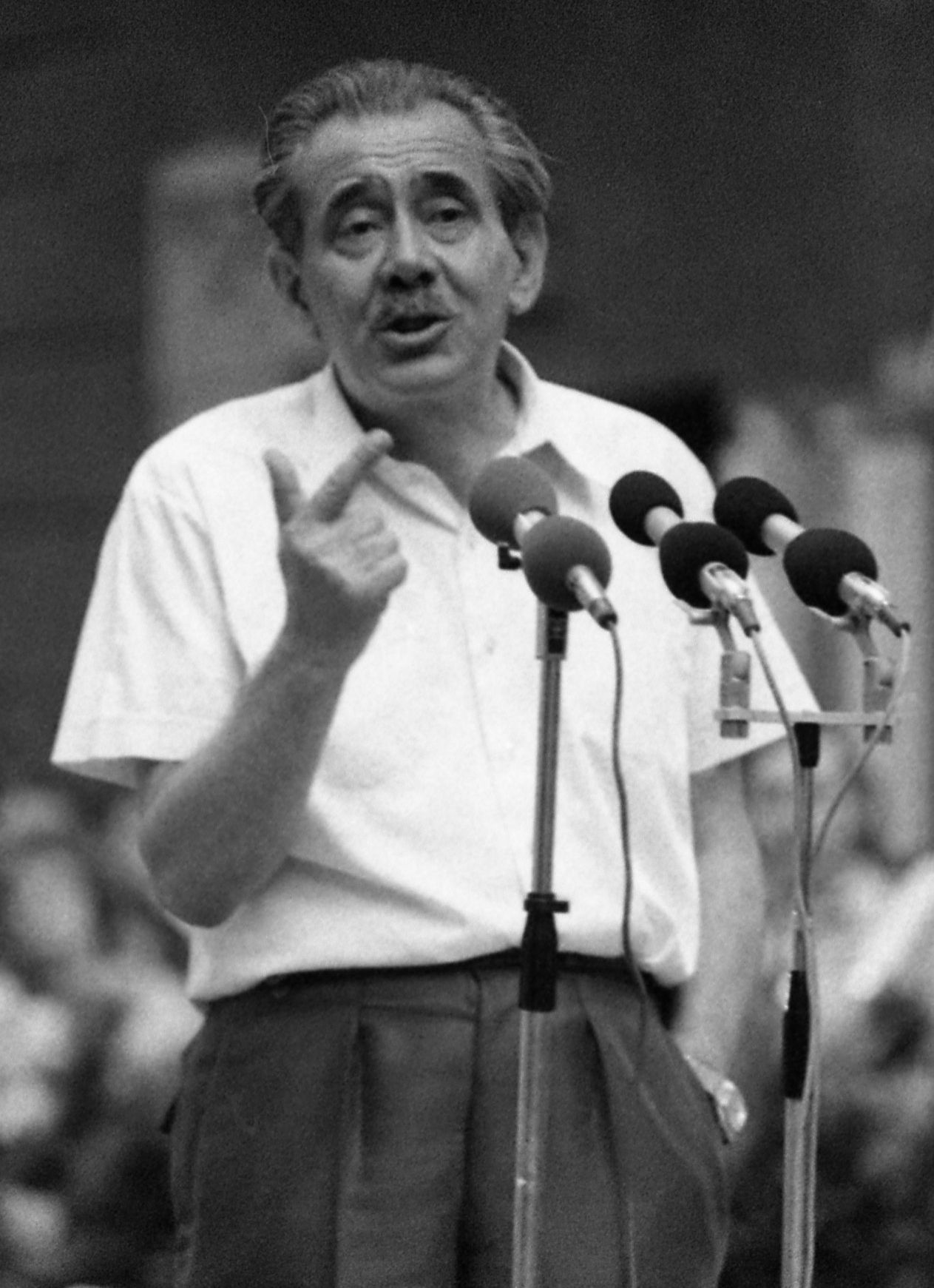
György Aczél (1978)

György Aczél, Geburtsname Henrik Appel, (geboren 31. August 1917 in Budapest, Österreich-Ungarn; gestorben 6. Dezember 1991 in Wien) war ein kommunistischer ungarischer Kulturpolitiker.
Von 1956 bis 1989 war er Mitglied des Zentralkomitees und seit 1970 Mitglied des Politbüros der MSZMP (Ungarische Sozialistische Arbeiterpartei). Von 1957 bis 1967 war er Stellvertreter des Kultusministers, von 1967 bis 1974 und von 1982 bis 1985 Sekretär des Zentralkomitees. Auf dem Höhepunkt seiner politischen Karriere – von 1974 bis 1982 – war er Stellvertreter des Ministerpräsidenten.
György Aczél war der engste Vertraute von János Kádár (Erster Sekretär der Ungarischen Sozialistischen Arbeiterpartei von 1956 bis 1988) und Chefideologe der Kádár-Ära.

## Jugend
Aczél wurde im Jahre 1917 unter dem Namen Henrik Appel in eine jüdische Arbeiterfamilie geboren und kam 1925 nach dem Tod seines Vaters – eines Metzgergehilfen – für vier Jahre in ein Waisenhaus. Seine Jugend verbrachte er auf der Straße, arbeitete als Dienstbote, als Maurer und Amateurschauspieler. Im Jahre 1936 bestand Aczél die Aufnahmeprüfung an der Theaterakademie in Budapest. Im Informationsblatt des Jahrganges 1936/37 taucht das erste Mal der Name Aczél im Zusammenhang mit seiner Person auf. Von darstellenden Künstlern wurde in Budapest damals erwartet, dass sie den Gang auf die Bühne mit einem ungarisch-klingenden Namen antreten. Aczél wurde noch vor Beendigung des ersten Jahres jedoch von der Theaterakademie aus ungeklärten Gründen entlassen. Eine zeitliche Korrelation besteht mit einem Direktorenwechsel (Árpád Ódry 1930–1936; Ferenc Kiss 1937–1944), und der beginnenden Diskriminierung von Juden in der ungarischen Theaterlandschaft; ein Kausalzusammenhang ist nicht nachgewiesen. 
Ähnlich wie viele andere führende Parteifunktionäre der Nachkriegszeit besuchte auch Aczél keine höhere Schule. Im Gegensatz zu dem engeren Machtzirkel um János Kádár verfügte er jedoch über ein überdurchschnittlich hohes Bildungsniveau, das er sich vornehmlich autodidaktisch erarbeitet hatte. In den 1930er Jahren pflegte Aczél bereits freundschaftliche Beziehungen zu zahlreichen namhaften Vertretern den Budapester Kulturszene, unter anderen zu Attila József, Antal Szerb, Miklós Radnóti, Margit Kovács, Tibor Déry, Gyula Illyés und Géza Ottlik.

## Politische Laufbahn
Aczél trat 1935 der KMP (Partei der Ungarischen Kommunisten) bei, durch seine Tätigkeit im kommunistischen Untergrund lernte er bald János Kádár kennen. Aczél wurde 1942 verhaftet und in ein Arbeitslager interniert, aus dem er unter Vortäuschung eines Ischias-Leidens im fortgeschrittenen Stadium freikam. Während der deutschen Besatzung Ungarns und der Pfeilkreuzlerregierung ermöglichte er – u. a. in Zusammenarbeit mit dem schwedischen Diplomaten Raoul Wallenberg – Hunderten von Verfolgten die Flucht oder das Untertauchen. 
Nach dem Ende des Zweiten Weltkrieges schloss sich Aczél der Ungarischen Kommunistische Partei (MKP) in Budapest an, ab August 1946 war er Parteisekretär im Komitat Zemplén. Dort praktizierte er mit Geschick die „Salamitaktik“ der ungarischen Kommunisten während der Phase der Sowjetisierung des Landes. Mit der Machtübernahme der Kommunisten wurde er aus politischen Gründen im Juli 1949 inhaftiert; die nächsten fünf Jahre – die stalinistische Diktatur von Mátyás Rákosi – verbrachte er in Einzelhaft (bis 1954).
Nach der Niederschlagung des Volksaufstandes 1956 trat János Kádár an die Spitze der neuen Arbeiterpartei MSZMP (Ungarische Sozialistische Arbeiterpartei). Nach anfänglichem Zögern stieg György Aczél erneut in die Politik ein und wurde als Chefideologe der Kádár-Ära bekannt. 
Der Einfluss von Aczél ist pro forma wenig begründet, denn neben ihm gab es immer mächtigere Funktionäre auf dem ideologisch-kulturellen Sektor. Die Stellung Aczéls lässt sich nur vor dem Hintergrund informeller Prozesse auf dem Weg der politischen Entscheidungsfindung im sozialistischen Ungarn verstehen. Für jedes Staatsressort (z. B. Bildung und Kultur) gab es mindestens zwei Verantwortliche: einen in der Regierung (z. B. den Minister für das jeweilige Ressort) und einen zweiten in der Partei. Der Letztere hatte meist eine formale und damit nachvollziehbare Position innerhalb der Partei inne (z. B. ideologischer Sekretär des Zentralkomitees der Partei). Das Beispiel von György Aczél – der diesen Posten nie besetzt hatte – zeigt jedoch, dass es auch eine informelle Möglichkeit der politischen Einflussnahme bzw. Verantwortung gab.
Aczéls Parteiämter verliehen ihm über viele Jahre große Einflussmöglichkeiten. Seine Art diese Ämter auszufüllen und sein Beziehungsnetzwerk innerhalb des Apparates sowie zu Personen des literarischen und kulturellen Lebens, statteten ihn gleichzeitig mit einer Macht aus, die ihm auch dann nicht verloren ging, als er vorübergehend auf weniger einflussreiche Posten abgedrängt wurde. 
Im Zusammenhang mit seinem Führungsstil haben sich in Ungarn die Begriffe kézivezérlés (Handsteuerung) und kegygazdálkodás (Gunstwirtschaft) etabliert. Als ideologischer Lenker und Denker der Partei war Aczél mit beinahe allen Vollmachten ausgestattet. So konnte er z. B. bei Bedarf die Ausstellung der begehrten blauen Pässe – die für Reisen in den Westen notwendig waren – in Windeseile veranlassen, des Weiteren leitete er gelegentlich den Zugang zu Westautos und Immobilien in die Wege. Laut Zeitzeugenberichten konnten zuvor zugesicherte Verträge und Veranstaltungen von Aczél mit einer beiläufigen Handbewegung gekippt werden.
Aczél zog sich 1985 aus der Politik zurück, 1989 war er trotzdem entscheidend am Sturz von Károly Grósz, dem Nachfolger von János Kádár, beteiligt.

## Die Politik der 3 T
György Aczél hat eine Einteilung der Werke und ihrer Schöpfer in die Kategorien támogatott (unterstützt), türt (geduldet) und tiltott (verboten) vorgenommen. Diese Vorgehensweise ging als die Politik der 3 T in die ungarische Zeitgeschichte ein. Linientreue Werke (Sozialistischer Realismus) wurden unterstützt; nicht-marxistische Werke wurden geduldet, falls sie nicht offen gegen den Marxismus polemisierten; antimarxistische und regimefeindliche Werke wurden verboten, ihre Schöpfer erhielten bei Unnachgiebigkeit häufig ein Berufsverbot. Die Kulturpolitik wurde im Zweifelsfall tagesaktuell „gemanagt“, gegebenenfalls in unmittelbarer Beschäftigung der obersten Führungsebene in Gestalt von György Aczél mit dem jeweiligen Phänomen. Das nicht konsequente Einhalten der obigen Prinzipien bezüglich der Einteilung in eine der drei Kategorien deutet darauf hin, dass Aczéls Entscheidungsfindung oft auf Intuition beruhte.
Die Aczél´sche Kulturpolitik hatte durch diese Vorgehensweise gleichzeitig restriktive und pluralistische Züge. In einem Interview nach Beendigung seiner politischen Karriere beteuerte er, dass sein System der Handsteuerung zwar schlecht jedoch notwendig war. Notwendig um den Auswirkungen eines überregulierten unpersönlichen Systems persönliche Strukturen entgegenzustellen.

## Öffentliche Wahrnehmung seiner Person
Die öffentliche Wahrnehmung seiner Person war und ist bis zum heutigen Tag ambivalent. Aufgrund seiner vermeintlich auf Willkür basierenden Anweisungen erfuhr er besonders nach dem Systemwechsel 1989/90 starke Anfeindungen. Zuvor hatte er sich aufgrund seiner langjährigen Vormachtstellung in der Kulturpolitik und als engster Vertrauter von János Kádár auch bei manch einem Parteigenossen unbeliebt gemacht. Andererseits war er unumstritten ein persönlich äußerst bescheidener Mann, der auf jegliche Art von materiellen Privilegien verzichtete. Seine lebensrettende Untergrundtätigkeit während der deutschen Besatzung unter ständiger Lebensgefahr und die Tatsache, dass er in der stalinistischen Rákosi-Ära 1949–1953 nicht nur frei von Kompromittierung war, sondern selbst Opfer gewesen war, verschaffte ihm im Zusammenhang mit seiner autodidaktischen Bildung und der grundsätzlichen Achtung der Intelligenzia des Landes von verschiedenen Seiten auch Anerkennung.